# Orazio Botturini
Orazio Botturini (Rovato, 28 dicembre 1870 – Prevalle, 7 gennaio 1947) è stato un magistrato e politico italiano.

## Biografia
Laureatosi a Pisa, entra in magistratura nel maggio 1893 come uditore e due mesi dopo è destinato alla Procura del Re di Brescia. Pretore a Sarnico dal 1894 è stato presidente del tribunale di Varese, consigliere della corte d'appello di Brescia, presidente della Corte di assise di Bergamo e primo Presidente della Corte d'appello di Brescia. Ha presieduto la Suprema Corte disciplinare per la magistratura. 
Nel 1939 fu nominato senatore per la XXX legislatura del Regno d'Italia, conclusasi nel 1943.
Muore il 7 gennaio 1947, due settimane dopo aver compiuto 76 anni.